# María José Gabin
María José Gabin (Buenos Aires, 4 de abril de 1962) es una actriz, bailarina, docente, dramaturga y directora argentina. Hija del célebre artista plástico Pérez Celis (1939-2008).

## Trayectoria
Comenzó su carrera artística como bailarina hasta que un accidente la hizo virar hacia la actuación . Luego pasó a estudiar las técnicas de mimo con Ángel Elizondo, actuación con Miguel Gerberof y danza contemporánea con Ana Kamien.
Es una referente fundamental de la escena alternativa del teatro de los años '80, siendo parte del grupo Las gambas al ajillo, perteneciente al centro cultural Parakultural. Allí, compartió elenco con otras grandes actrices como lo son Verónica Llinás, Alejandra Flechner y Laura Markert.